# 505

## Родени
- Велизарий, византийски военачалник